# Call Me Mañana
A Call Me Mañana a német Scooter együttes 1999-ben megjelent kislemeze, a harmadik a No Time to Chill című albumról. A szám az L.A. Style James Brown Is Dead című számának egy átalakított változata, az albumon található változat jelentős átirata.
A kislemez borítója több szempontból is érdekes. Ezen szerepelt utoljára a régi Scooter-logó. A képen három ló látható egy homokos tengerparton. A fotót még két évvel korábban, a No Fate videoklipjének forgatása idején készítették Norderney szigetén. Az "Always Hardcore" című könyvben látható a kép folytatása, amelyen ugyanezeken a lovakon H.P. Baxxter, Rick J. Jordan és Ferris ülnek.
A kislemez B-oldala a Bramfeld lett, mely címét Hamburg egyik városrészéről kapta, ahol akkoriban a Scooter stúdiója állt. Egy időben elterjedt az a legenda, hogy ezt a dalt Rick és Axel részegen készítették a stúdióban, ám ezt Axel egy interjúban határozottan megcáfolta. Ennek a pletykának az alapja talán az lehet, hogy a dal meglehetősen eklektikus hangzású. A vélekedést az is cáfolja, hogy a "Bramfeld" igazából a Pilldriver "Pitch Hiker" című számának a feldolgozása.

## Számok listája
1. Call Me Mañana (Heavy Horses Radio) 03:40
2. Call Me Mañana (Heavy Horses Extended) 05:36
3. Bramfeld – 05:16

Létezik egy papírtokos kiadás is, erről lemaradt a "Heavy Horses Extended".

### Vinyl verzió
- A1: Call Me Mañana (Radio Mix)
- B1: Bramfeld
- B2: Call Me Mañana (Extended)

A japán bakelitváltozatra felkerült egy "P.K.G. Mix" című remix is. Ugyancsak Japánban megjelent egy olyan bakelitkiadás, amelyen a Fun Factory "Sha La La" című száma hallható a B-oldalon.

## Más változatok
A dalnak létezik egy "P.K.G. Phat Jam Mix" nevű verziója is, ez a 2000-ben Japánban megjelent "Back To The Heavyweight Jam" fémdobozos promó kiadásához járt, és csak 100 darab készült belőle, ezért nagyon ritka.
A 2002-ben megjelent 24 Carat Gold című válogatáslemezre egy megrövidített hosszúságú változat került. Ugyanebben az évben az "Encore – Live and Direct" című koncertlemezre is felkerült a koncertváltozata.
2004-ben a 10th Anniversary Concert című kiadványon a "Habanera"-val egybejátszva hangzott el.
A 2008-as Jumping All Over The World Tour nyitószáma volt, bevezető dallamként az eredeti dalból ("James Brown Is Dead") volt hallható egy rövid részlet. Ez hallható a "Jumping All Over The World – Whatever You Want" kiadványhoz mellékelt koncert-DVD-n.
Koncerteken jellemzően a "Fuck The Millennium"-mal alkot párost már nagyon régóta, előbbi dalt jellemzően csak a feléig játsszák le, míg a Call Me Mañanát teljes hosszában. Így hangzott el a 2010-es Live In Hamburg, és a 2011-es The Stadium Techno Inferno koncerten és az arról készült felvételen. A 2020-as "I Want You To Stream" című kiadványon egy vágott változat szerepel, ugyanis időközben a két szám közé átvezetésként bekerült a Depeche Mode "Just Can't Get Enough" című számának dallama, amit jogi okokból ki kellett vágni (de koncerteken játszhatják így). 2024-től újra önállóan játsszák, teljes hosszában, de modernebb zenei alapra helyezve.

## Videoklip
A "Call Me Mañana" videójában a zenekar lóháton vonul a vadnyugaton. Betérnek egy városkába, ahol egy rejtélyes szellemalak elkapja őket, és fel akarja őket kötni. Szerencséjükre három, kommandósnak öltözött leányzó megmenti őket s szabadon távozhatnak. A klipet Dél-Spanyolországban, Almeirában vették fel. A forgatás tartogatott némi izgalmat, különösen Rick J. Jordan számára, aki addig soha nem ült még lovon.

## Közreműködtek
- H.P. Baxxter (szöveg)
- Rick J. Jordan, Axel Coon (zene)
- Jens Thele (menedzser)
- Marc Schilkowski (borítóterv)
- Frank Lothar Lange, Holger Poschlaub (fényképek)